# Hemtrevnad (byggnad)

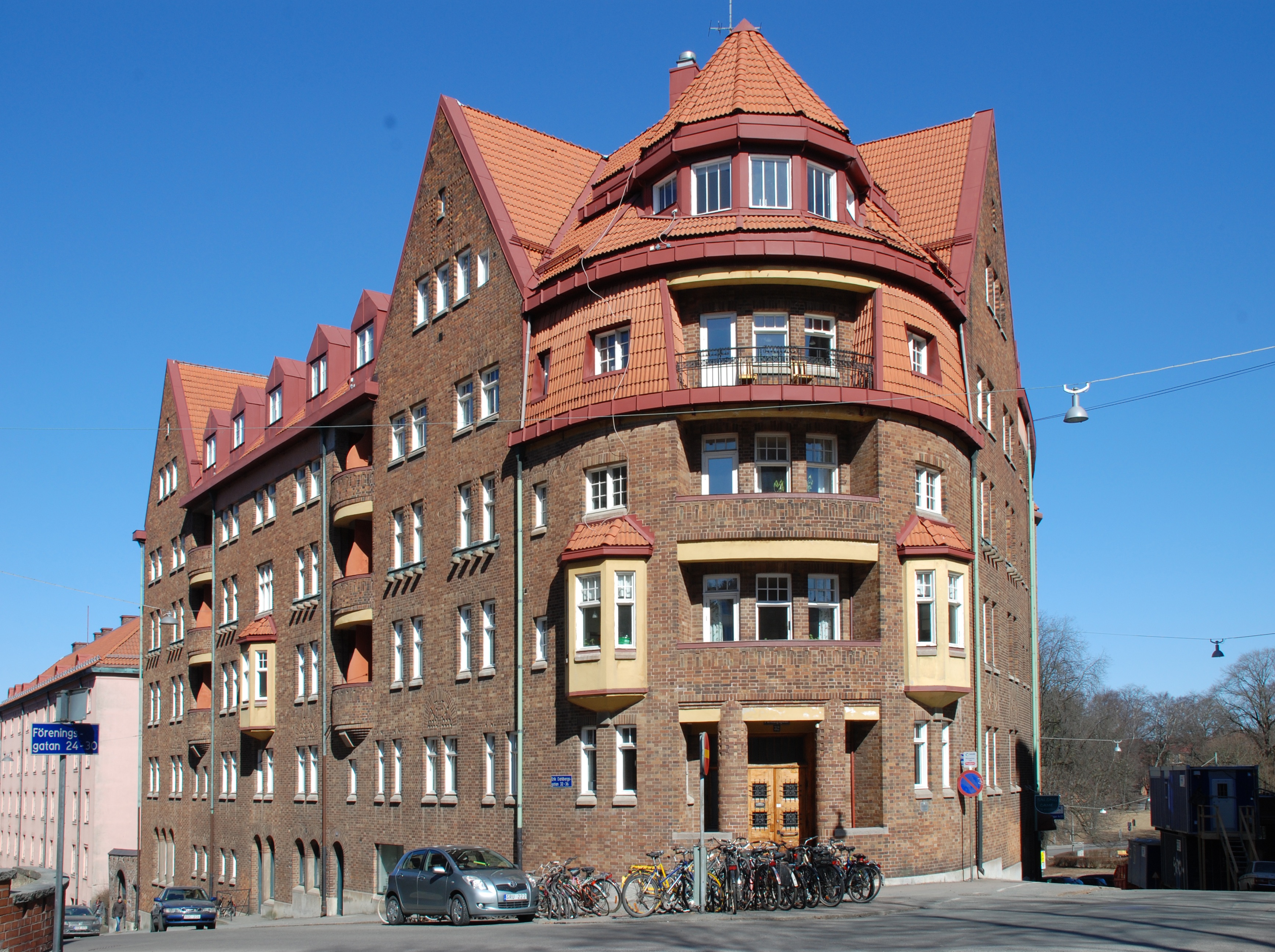
Hemtrevnad.

Hemtrevnad, ursprungligen AB Hemtrefnad, är en byggnad vid hörnet av Föreningsgatan 32–Erik Dahlbergsgatan 36, på tomt nr 6 i kvarteret 18 Hasseln i stadsdelen Vasastaden i Göteborg. Huset uppfördes 1911-1913 som ett bostadshus för yngre, ensamstående kvinnor. Det bytte ägare 1972, då Göteborgs kristliga studenthem, Jeriko, tog över huset.

## Historia
År 1906 hade man i Stockholm byggt kollektivhuset Hemgården enbart för "självförsörjande kvinnor", eftersom denna kategori hade svårt med att hitta lämpliga, mindre lägenheter. Kontorister i Göteborg hörde talas om konceptet och Julia von Bahr (1866-1942), som skapat och varit föreståndarinna för Romanäs sanatorium, var den som förverkligade idén. Hon hade dessutom deltagit i förverkligandet av Hemgården i Stockholm. Som verkställande direktör i bolaget och föreståndare för Hemtrevnad under 25 år kom hon även att bo i huset. Arkitekt Hans Hedlunds äldre bror, Henrik Hedlund, var dessutom gift med Julia von Bahrs syster Anna. Även därigenom kom diskussionerna igång.
Då von Bahr flyttade till Göteborg såg hon behovet av ett hus, liknande det i Stockholm och utlyste därför ett möte i mars 1910, dit alla som var engagerade i frågan kunde komma. Ett upprop till aktieteckning i företaget utfärdades samma år, där förutom målgruppen "självförsörjande kvinnor", även flera framstående göteborgare deltog. Bland dessa vice häradshövding Otto Mannheimer, som stöttade det nya företaget AB Hemtrefnad. En tomt vid Föreningsgatan köptes därefter in. Huset uppfördes 1911-1913 som ett bostadshus för yngre, ensamstående kvinnor. Fastigheten, som ritades av arkitekterna Hans och Björner Hedlund, inrymde ursprungligen 54 en- och tvårumslägenheter. Ritningarna fastställdes den 19 december 1911, och i arkitekternas uppdrag ingick att gestalta trygghet och hemtrevnad. Här fanns även en gemensam restaurang och ett större sällskapsrum högst upp i huset, samt bad- och tvättinrättning i källaren. Föreståndarinnan och betjäningen hade dessutom egna bostäder i fastigheten. Privata bjudningar var möjliga genom en gästmatsal. Verksamheten invigdes den 1 oktober 1913. Flera av rummen planerades för "lektiongifning", eftersom kvinnorna enligt reglementet skulle vara bildade och då det bodde många lärare i huset.
Huset är byggt i rött tegel i fem våningar, åt både Föreningsgatan och Erik Dahlbergsgatan. Åt ett mjukt rundat gathörn finns en indragen entré, balkonger samt ett neddraget tak. Det hade redan från början ledningar för gas, värme, ljus samt vatten och avlopp. Hiss fanns installerad från början för samtliga fem våningsplan. I konceptet ingick hjälp med både städning och tvätt. Kön av lärare och kontorister med låga löner för ett boende här var lång. Omfattande sprängningsarbeten av tomten krävdes i den kraftigt kuperade och bergiga terrängen.
Fastigheten hade år 1925 ett taxeringsvärde av 440 000 kronor. Tomten är på 1 045 kvadratmeter.
År 1988 lät Göteborgs Kristliga Studentförening arkitekt Håkan Lindqvist bygga om det inre av huset till ett studenthem av mer modernt snitt.
1997 ville stiftelsen skapa fler studentrum då Studentprästerna som hyrt in sin verksamhet på nedre plan ett antal år, skulle flytta ut. Man kontaktade nyblivna inredningsarkitekten Ann Lundholm och fick ett nytt inredningsförslag där lösningen resulterade i att återgå till den ursprungliga planlösningen från 1913; med studentrum på 1 rum och kök. Det som skiljde den nya lösningen från originalet var att flera lägenheter fick egna badrum. 
Inredningsförslaget som Lundholm tog fram var en modern lösning med avstamp i den nationalromantiska stilen med äkta material såsom granitbänkar, massivt trä som material för köksluckor och tapeter i tidstypisk anda. Lägenheterna hyrs/ hyrdes ut möblerade och de möbler som nu köptes in valdes med stor omsorg då tanken här var att de skulle dels stämma överens med den övriga inredningen naturligtvis, och tåla ett slitage av flera boende över tid.